# Farini
Pour les articles homonymes, voir Farini (homonymie).
Farini est une commune italienne de la province de Plaisance dans la région Émilie-Romagne en Italie.

## Fêtes, foires
Carnaval, fête Farini le 11 août, Black Stone Party le 12 août[réf. nécessaire].

## Administration

### Hameaux
Le Moline, Montereggio, Mareto, Sassi-Maddalena, Costa Michele, Boli, Boccolo Noce, Cogno San Bassano, Cogno San Savino, Groppallo, Pradovera, Guglieri

### Communes limitrophes
Bardi, Bettola, Coli, Ferriere, Morfasso